# Anna Maria Tilschová
Anna Maria Tilschová (ur. 11 listopada 1873 w Pradze, zm. 18 czerwca 1957 w Dobříš) – czeska powieściopisarka, przedstawicielka młodszej fali czeskiej prozy realistycznej i naturalistycznej początku XX wieku. W 1947 otrzymała tytuł Artysty narodowego.

## Życiorys
Urodziła się w Pradze w rodzinie mieszczańskiej. Jej ojcem był Josef Karel Tilsch, doktor prawa i adwokat, matką Roza Tilschová-Urbánková, dziadek (ojciec matki) – Ferdynand Urbanek – kupcem i cukrownikiem.
Z mężem Emanuelem Antonínem Tilschem miała dwoje dzieci: Marię Úlehlovą-Tilschovą i Emanuela Marię Tilscha.
Zmarła w 1957 roku w Dobříš. Została pochowana na Cmentarzu Olszańskim.

## Twórczość
W swojej pracy chciała uchwycić proces rozpadu relacji rodzinnych w społeczeństwie mieszczańskim, poczucie pustki życiowej i inne symptomy kryzysu mieszczańskiego świata. Jej twórczość jest bliska naturalizmowi, powieści charakteryzują się szczegółowym opisem otoczenia i studiami psychologicznymi postaci.
Była jedną z pierwszych osób piszących o ziemi ostrawskiej.

### Wybrane dzieła
- Alma mater (rodový román), 1933
- Černá dáma a tři povídky, 1924
- Dědicové, 1924
- Fany, 1915
- Haldy, 1927
- Hoře z lásky
- Hříšnice a jiná próza, 1918
- Matky a dcery
- Na horách, 1905
- Návrat
- Orlí hnízdo (rodový román, o rodině Mánesů), 1942
- Sedmnáct povídek, 1904
- Stará rodina, 1916
- Synové, 1918
- Tři kříže
- U Modrého kohouta
- Vykoupení, 1923 – o Antonínu Slavíčkovi